# São Lázaro
São Lázaro (llamada oficialmente 望德堂區 / Freguesia de São Lázaro) es una freguesia china de la Región administrativa especial de Macao.

## Geografía
La freguesia de São Lázaro es una de las cinco que tiene la península de Macao.

## Historia
Desde la transferencia de gobierno en 1999 por parte de Portugal, las freguesias de Macao fueron mantenidas por China como meras divisiones regionales y simbólicas sin ningún poder administrativo.

## Demografía
Gráfica demográfica de la freguesia de São Lázaro:
| Gráfica de evolución demográfica de São Lázaro entre 2011 y 2021          |
|                                                                           |
| Datos aportados por la base de datos estadísticos de populación de Macao. |

## Patrimonio
- Avenida del consejero Ferreira de Almeida
- Estrada de Cacilhas
- Fortaleza de la Guía
- Iglesia de San Lázaro
- Jardín de la Flora
- Parque Municipal de la Colina de la Guía
- Teleférico de la Guía
- Túnel de la Guía